# Kathedraal van Limoges
De kathedraal van Limoges (Frans: Cathédrale Saint-Étienne de Limoges) is een rooms-katholieke kathedraal, gelegen in Limoges, Frankrijk. De kathedraal is de zetel van de bisschop van Limoges.

## Geschiedenis
Van de elfde-eeuwse romaanse kathedraal blijven enkel de crypte en de drie onderste verdiepingen van de kerktoren over. De constructie van de gotische kathedraal begon in 1273 onder impuls van bisschop Aymeric de La Serre. Begonnen werd met de bouw van het koor. De bouw hiervan en van de apsis was voltooid in 1327. Vanaf het einde van de vijftiende eeuw volgde een nieuwe bouwfase met de bouw van een transept, die werd voltooid rond 1530. In 1876 begon een laatste bouwfase die officieel in 1888 voltooid was, nadat het schip verbonden was met de kerktoren.
In 1862 werd de kathedraal beschermd als historisch monument.

## Kenmerken
De kathedraal is gebouwd met graniet uit de lokale steengroeve van Saint-Jouvent.
Opvallend aan het middeleeuwse bouwwerk zijn het renaissance-achtige doksaal en de graftombe van bisschop Jean de Langeac, waar scènes van de Apocalyps in zijn gegraveerd.
Het portaal gewijd aan de heilige Johannes werd gebouwd tussen 1516 en 1530 in flamboyante gotiek.
Het grote orgel werd ingewijd in 1963.

## Galerij

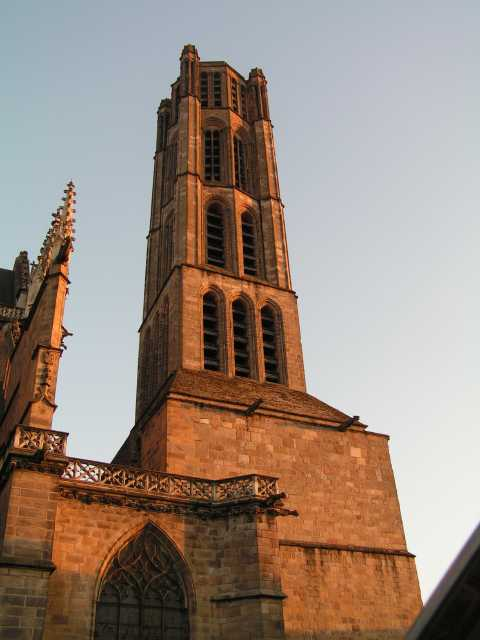
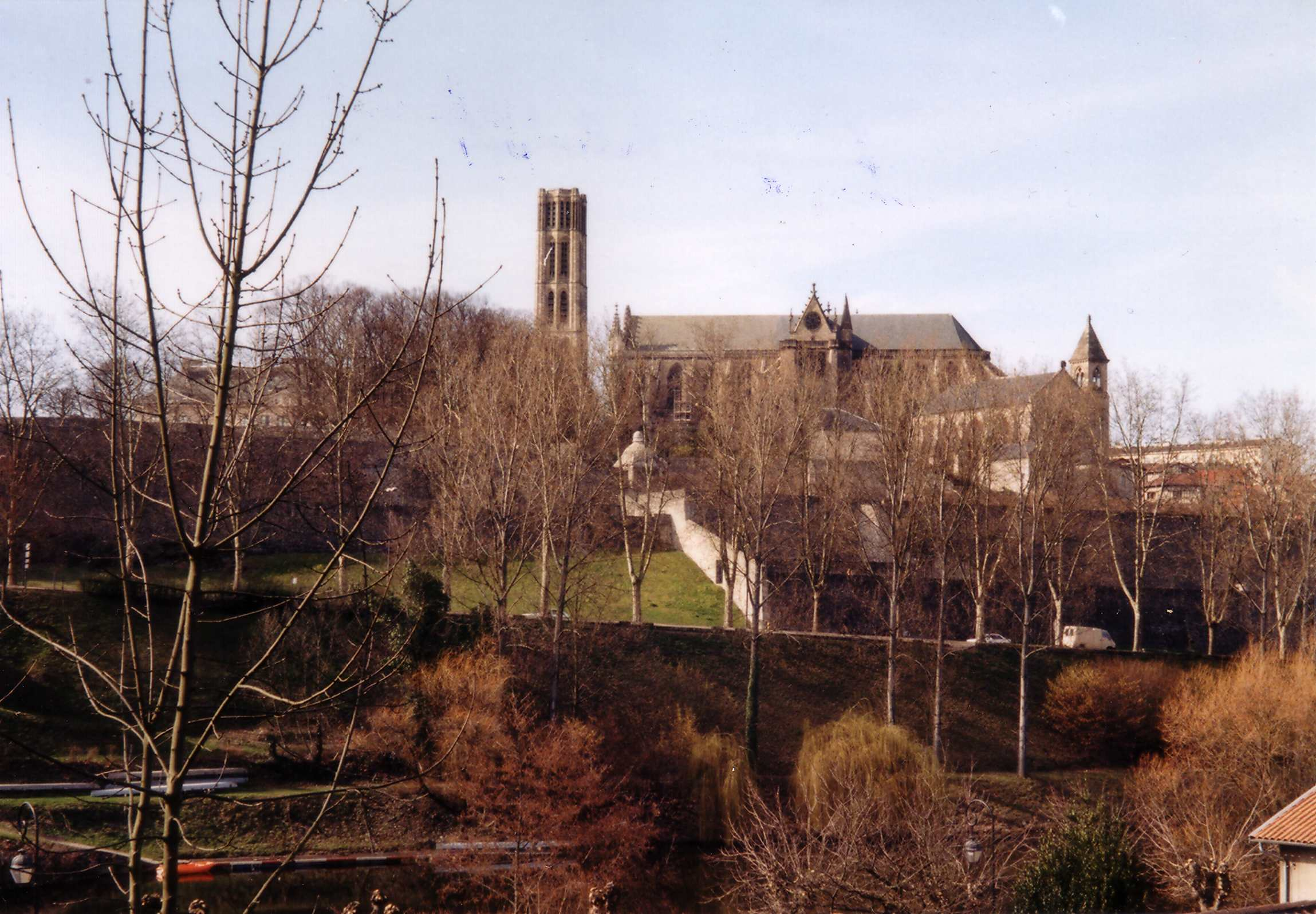
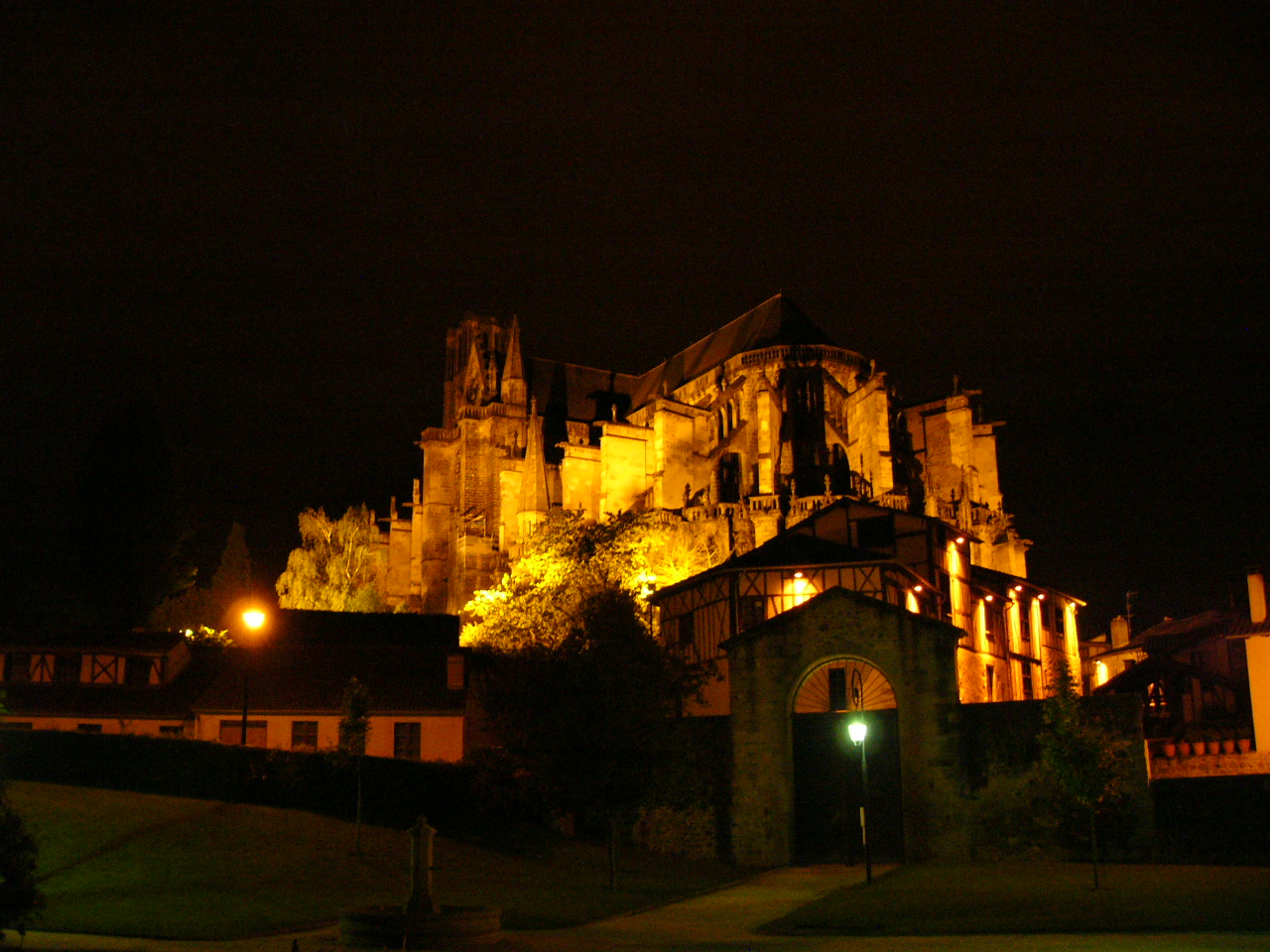
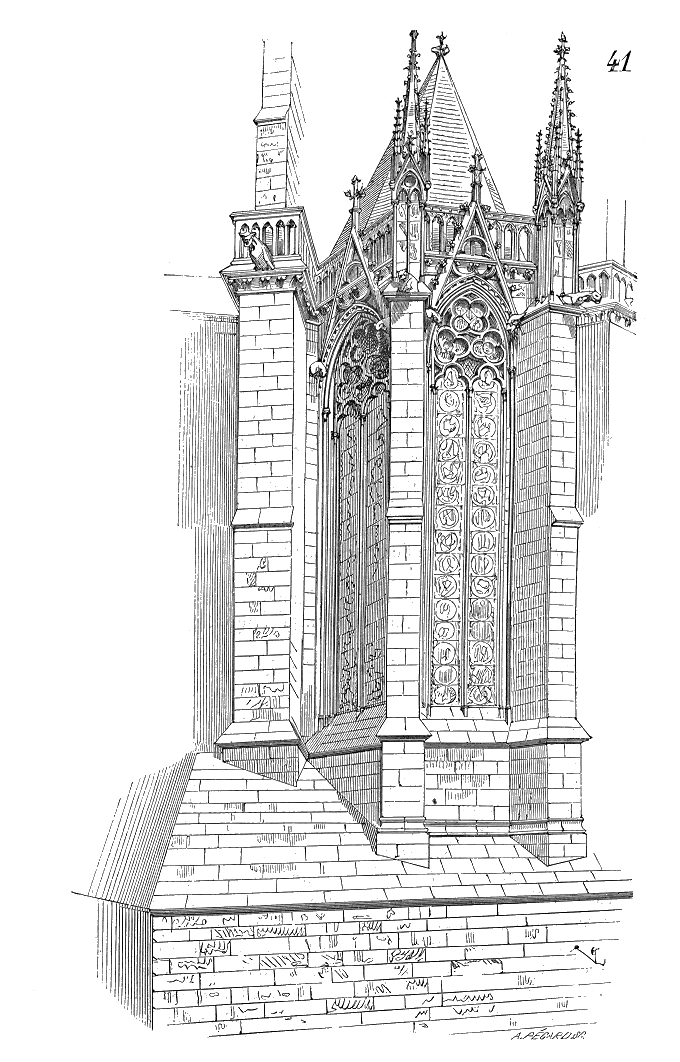
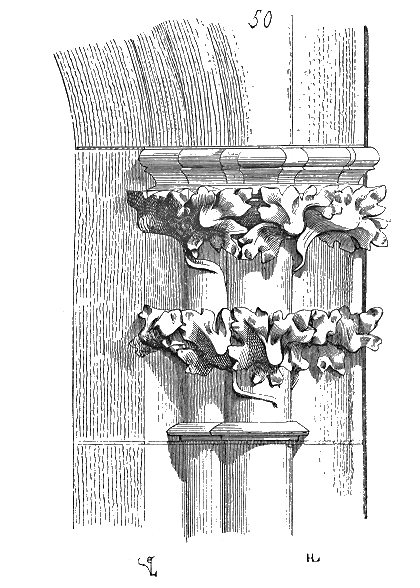
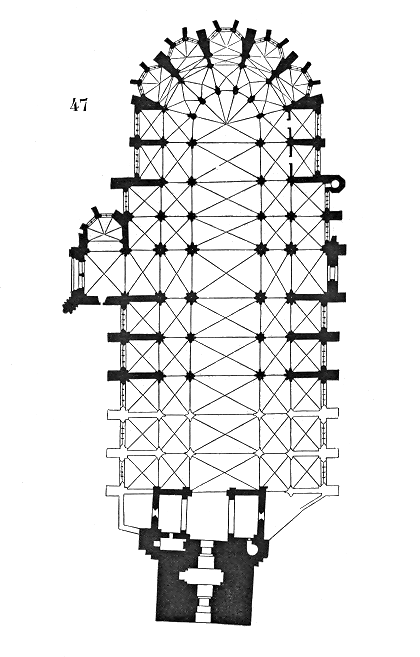
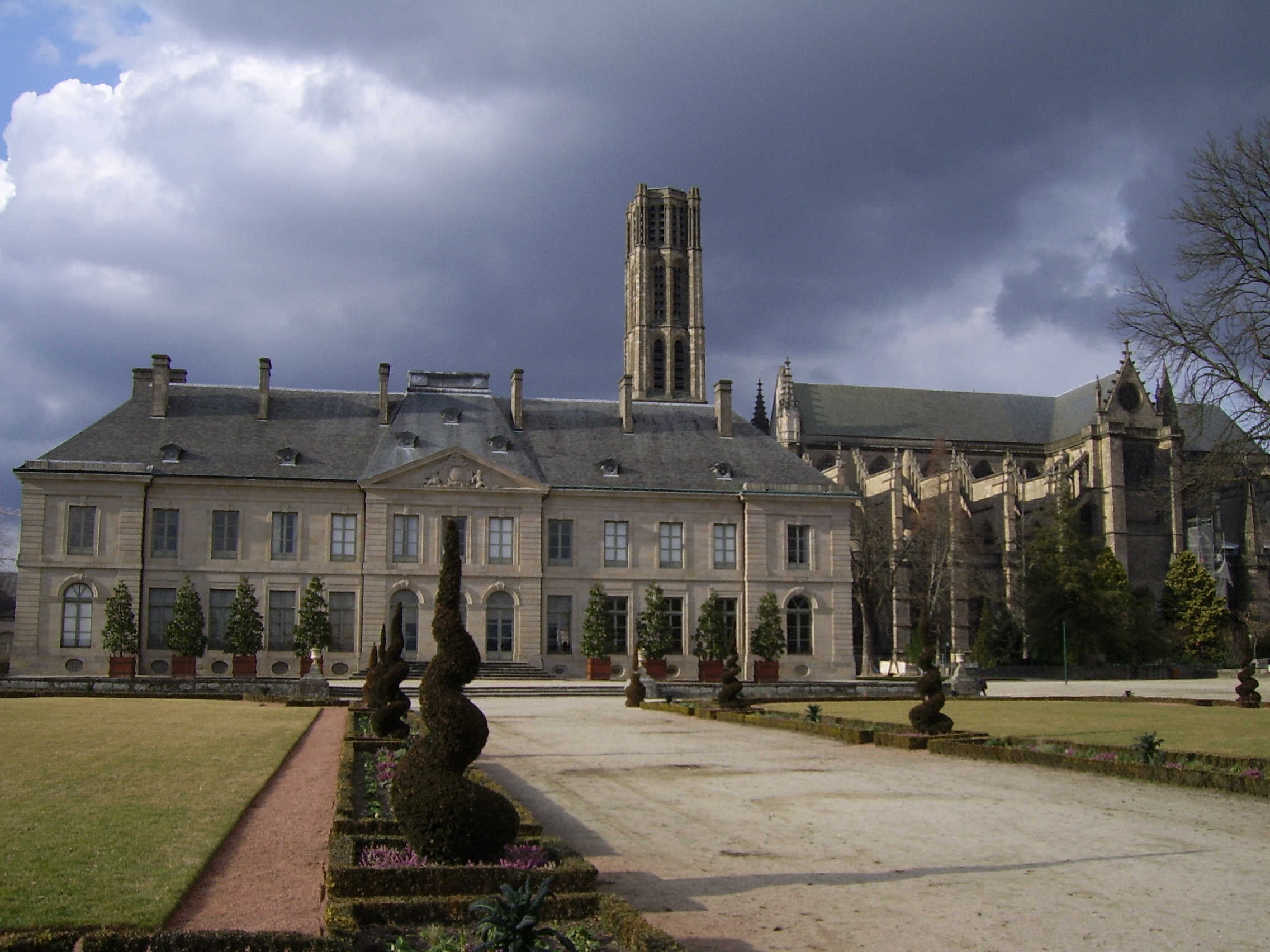
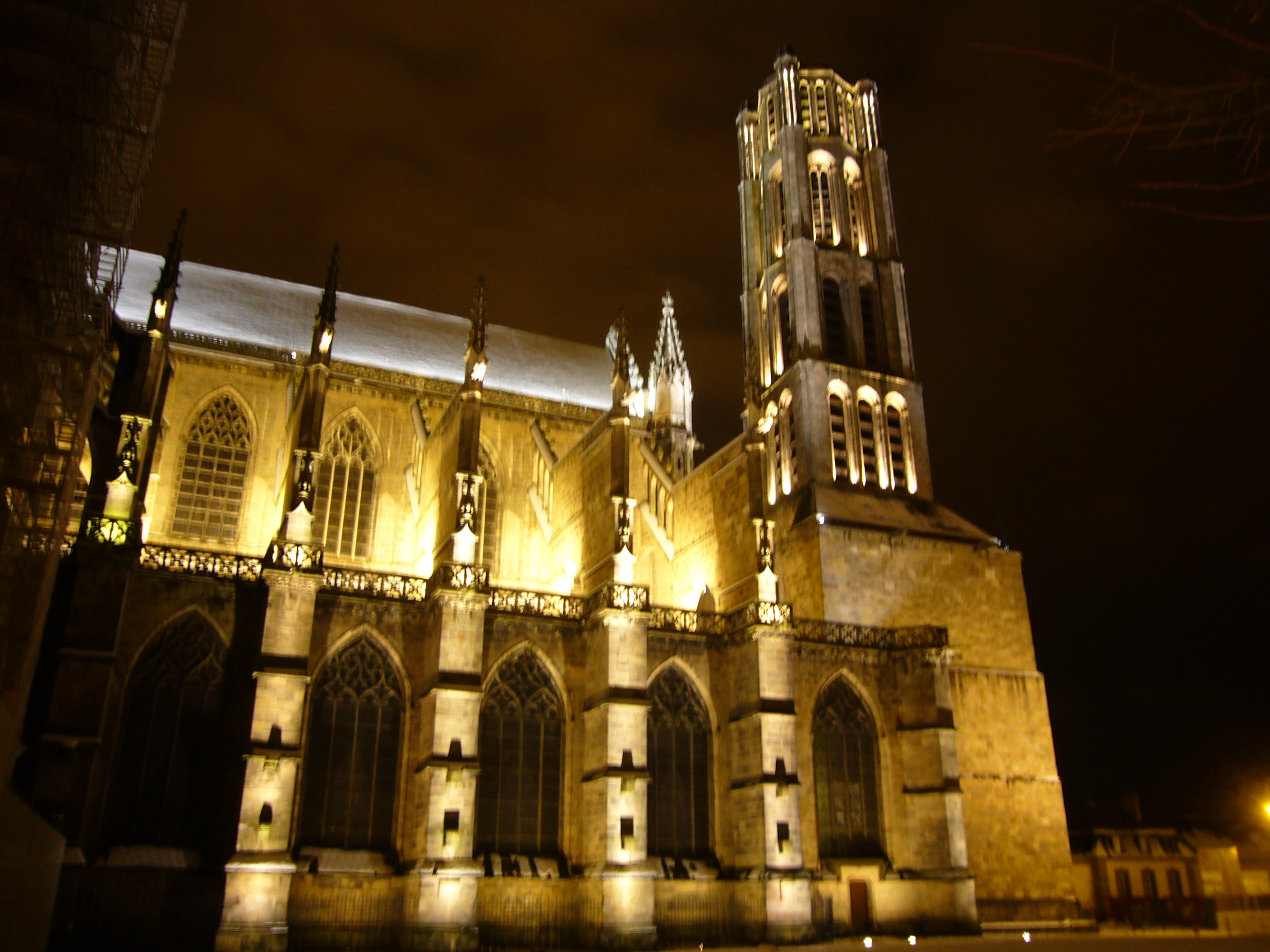